# جيمس ريلي
جيمس ريلي (بالإنجليزية: James F. Reilly)‏ (و. 1954 – م) هو ضابط، ورائد فضاء من الولايات المتحدة الأمريكية . ولد في Mountain Home Air Force Base .

## ريادة الفضاء
شارك في المهمات الفضائية:
- STS-89
- STS-117
- STS-104.

## الخدمة العسكرية
خدم في بحرية الولايات المتحدة.